# Nigerdelta

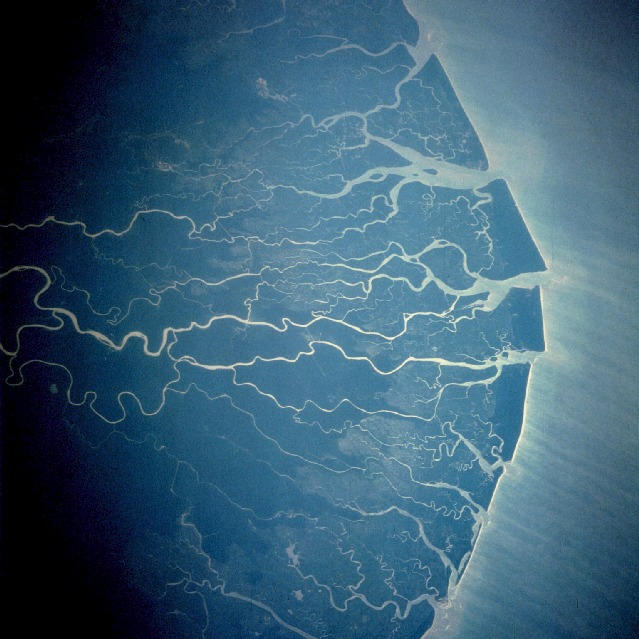
De Nigerdelta gezien vanuit de ruimte

De Nigerdelta is de delta van de rivier de Niger in Nigeria, gelegen aan de Golf van Guinee. Het is een van de grootste rivierdelta's ter wereld en een van de dichtstbevolkte gebieden in Afrika.

## Geschiedenis
Het gebied wordt soms nog de Oil Rivers ("Olierivieren") genoemd, omdat het ooit een van de grootste producenten was van palmolie, vandaar ook dat men de kust van de Nigerdelta de Palmoliekust noemde. Het gebied hoorde tussen 1885 en 1893 tot het Britse Oil Rivers Protectorate, voordat het na gebiedsuitbreiding omgedoopt werd tot het Niger Coast Protectorate. Na een fusie met gebieden die door de Royal Niger Company waren geannexeerd, kwam het gebied vanaf 1900 onder het bestuur van het Protectoraat Zuid-Nigeria. In 1914 werd Zuid-Nigeria samengevoegd met het Protectoraat Noord-Nigeria, om de Britse kolonie Nigeria te vormen.

## Geografie
Volgens de definitie opgesteld door de Nigeriaanse overheid, heeft de Nigerdelta een oppervlakte van zo'n 70.000 km/² en maakt hier mee 7,5% uit van het totale oppervlakte van Nigeria. De delta omvat delen van de staten:
| - Abia - Akwa Ibom - Anambra - Bayelsa - Cross River |  | - Delta - Edo - Imo - Rivers |

Deze definitie is echter ruim genomen en een exacte grens van de Nigerdelta is niet te geven.
De grootste en belangrijkste stad van de Nigerdelta is Port Harcourt, met meer dan 1,1 miljoen inwoners de hoofdstad van de staat Rivers. De aan de Golf van Guinee gelegen kust van de Nigerdelta wordt, vooral historisch, de Palmoliekust genoemd. De zuidelijkste punt van de Nigerdelta markeert de grens tussen de Baai van Benin in het westen en de Golf van Bonny in het oosten.

## Bevolking
De etnische en de hieraan gekoppelde taalkundige situatie in de Nigerdelta is complex. Stroomafwaarts vormen de Ijaw de meerderheid en stroomopwaarts geldt dat voor de Igbo. De volgende etnische groepen, gesorteerd naar taalgroepen en verdere taalverwantschap, worden onder andere onderscheiden:
| - Volken die Benue-Congotalen spreken: - Volken die Cross Rivertalen spreken: - Abua - Anaang - Ibibio - Kugbo - Obolo - Obulom - Odual - Ogbia - Ogbroniagum - Ogoni - Volken die Defotalen spreken: - Itsekiri - Volken die Edotalen spreken: - Degema - Engenni - Epie - Isoko - Urhobo - Uruwa |  | - Volken die Benue-Congotalen spreken: - Volken die Igbotalen spreken: - Echie - Ekpeye - Igbo - Ikwere - Ogba - Ukwuani - Volken die Ijotalen spreken: - Ijaw - Ijo - Izon - Nkoroo - Ibani - Okrika - Kalabari |

De bevolking voorziet hoofdzakelijk in haar levensonderhoud door middel van visserij en landbouw.
Qua religie is de bevolking overwegend christelijk.

## Economie en milieu

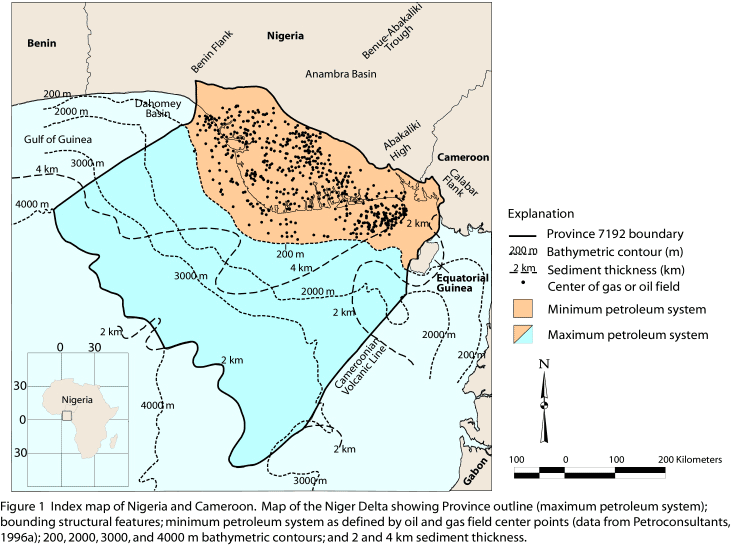
Kaart van de geologische regio van de Nigerdelta

Nigeria is Afrika's grootste producent van aardolie geworden, inclusief vele oliebronnen in de Nigerdelta en voor de kust van de Nigerdelta. Het Brits-Nederlandse Shell is het grootste oliebedrijf dat actief is in het gebied.
Per dag worden er in het gebied zo'n 2,5 miljoen vaten olie gewonnen en sinds 1975 is het gebied verantwoordelijk voor 75% van de exportopbrengsten van Nigeria. Een grote hoeveelheid aardgas dat wordt gewonnen in de delta's oliebronnen wordt meteen verbrand en verdwijnt in de lucht met een snelheid van ruim 70 miljoen kubieke meter per dag. Dit sinds 1984 niet meer toegestane affakkelen staat gelijk aan 40% van het totale aardgasverbruik van heel Afrika en heeft meer aan de uitstoot van broeikasgassen bijgedragen dan de rest van Afrika beneden de Sahara bij elkaar opgeteld. Ook al is er (nog) geen uitgebreid onderzoek geweest naar de invloed van het affakkelen op de gezondheid van de bevolking in de Nigerdelta, eerdere onderzoeken hebben wel de negatieve gevolgen van affakkelen op de menselijke gezondheid in het algemeen aangetoond. De Nigeriaanse overheid heeft 2008 aangewezen als het jaar dat het affakkelen beëindigd moet zijn. Oliemaatschappijen, waaronder Shell hebben zich hierop vastgelegd.

## Conflicten
De milieuverontreiniging die in verband wordt gebracht met de olie-industrie en het gebrek aan een evenwichtige verdeling van de olieinkomsten, is de aanleiding voor het ontstaan van meerdere milieubewegingen en burgerrechtenbewegingen, maar ook de aanleiding voor onder andere etnische conflicten, sabotage van oliepijpleidingen en gewapende strijd tegen de oliemaatschappijen. De twee grootste gewapende bewegingen zijn de Movement for the Emancipation of the Niger Delta (MEND) en de Niger Delta People's Volunteer Force (NDPVF).
Sinds 2005 is het gebied instabieler geworden en is de productie van olie verminderd, door een toenemend aantal aanslagen, ontvoeringen en sabotages. Het groot aantal ontvoeringen van medewerkers van oliemaatschappijen en hun leveranciers, worden uitgevoerd door lokale tegenstanders van de oliewinning in het gebied, maar ook door criminele bendes, die door de toenemende politieke instabiliteit hier steeds meer ruimte voor krijgen. Al deze activiteiten zorgen voor een toenemende bezorgdheid van de Nigeriaanse overheid en voor mobilisatie van het Nigeriaanse leger en de kustwacht in het gebied.